# Нитрат родия(III)
Нитрат родия(III) — неорганическое соединение,
соль родия и азотной кислоты 
с формулой Rh(NO3)3,
жёлто-коричневые кристаллы,
растворяется в воде,
образует кристаллогидраты.

## Получение
- Растворение оксида родия(III) в концентрированной азотной кислоте:

{\displaystyle {\mathsf {Rh_{2}O_{3}+6HNO_{3}\ {\xrightarrow {70-80^{o}C}}\ 2Rh(NO_{3})_{3}+3H_{2}O}}}

## Физические свойства
Нитрат родия(III) образует жёлто-коричневые кристаллы.
Растворяется в воде,
не растворяется в этаноле.
Образует кристаллогидрат состава Rh(NO3)3•2H2O.

## Химические свойства
- Разлагается при нагревании:

{\displaystyle {\mathsf {4Rh(NO_{3})_{3}\ {\xrightarrow {600^{o}C}}\ 2Rh_{2}O_{3}+12NO_{2}\uparrow +3O_{2}\uparrow }}}